# 버트 렘슨

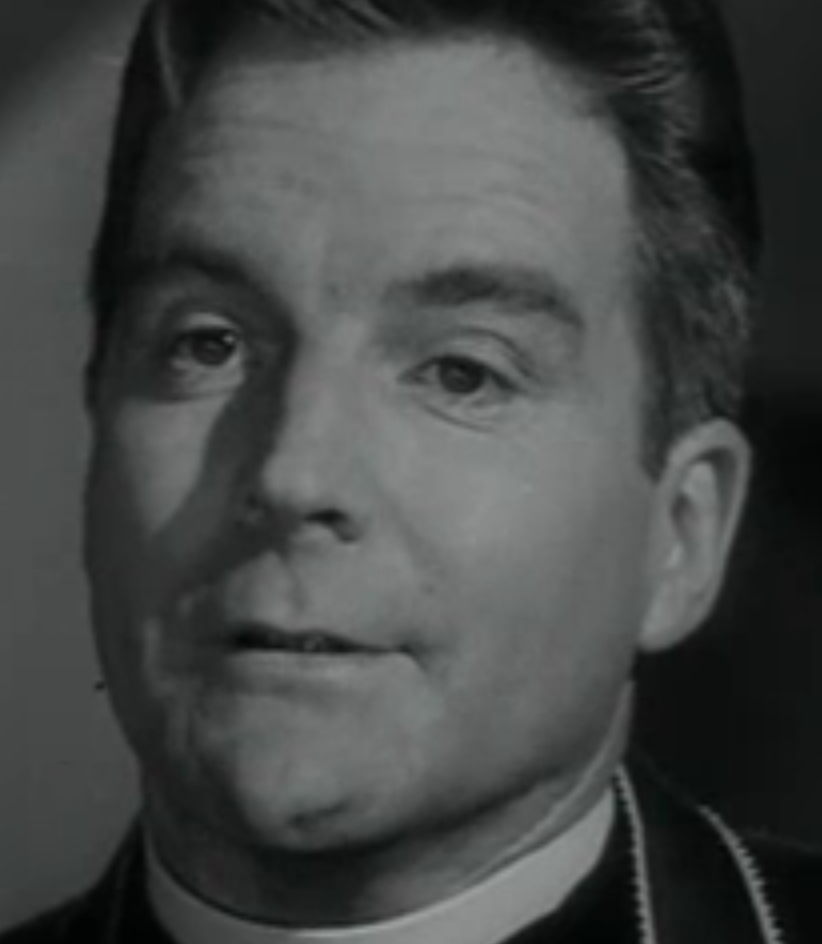

버트 렘슨(Bert Remsen, 1925년 2월 25일 ~ 1999년 4월 22일)은 미국의 배우이다.
셔먼오크스에서 사망하였다. 포리스트 론 메모리얼 파크에 매장되었다.

## 출연 작품
- 스카이 이즈 폴링 (2000년)
- 랜스키 (1999년)
- 포스 오브 네이처 (1999년)
- 타이쿠스 (1998년)
- 휴고 풀 (1997년)
- 컨스피러시 (1997년)
- 라디오 액터 (1996년)
- 딜린저 앤 카포네 (1995년)
- 증오 (1995년)
- 아버지의 비밀 (1994년)
- 죽음의 혈투 6 (1994년)
- 기적의 터치 다운 (1994년)
- 마이애미 캅 (1994년)
- 매버릭 (1994년)
- 잭 더 베어 (1993년)
- 조슈아 트리 (1993년)
- 레이디킬러 (1992년)
- 러빙 루루 (1992년)
- 플레이어 (1992년)
- 보디가드 (1992년) - 로터리 클럽 회장 역
- 마지막 탄환 (1991년)
- 온리 더 론리 (1991년)
- 악령 (1990년)
- 뱀파이어의 일몰 (1990년)
- 독부의 키스 (1990년)
- 베트남 텍사스 (1990년)
- 스페이스 캅 (1990년)
- 딕 트레이시 (1990년)
- 미스 파이어크랙커 (1989년)
- 악마의 시나리오 (1989년)
- 외계인의 비디오 (1988년)
- 진정한 승부 (1987, P.K. and the Kid)
- 쓰리 포 더 로드 (1987년)
- 줄리아를 아시나요? (1986년)
- 타이판 (1986년)
- 분노의 눈동자 (1986년) - 힐리 역
- 싸이렌스 (1985년)
- 결혼 환상곡 (1984년)
- 마음의 고향 (1984년)
- 스팅 2 (1983년)
- 라스베가스의 도박사들 (1982년)
- 세컨드-핸드 하츠 (1981년)
- 조니 (1980년)
- 인사이드 무브 (1980년)
- 국경선 (1980년) - 칼 리차드 역
- 삐에로 프랭키 (1980년)
- 베이비 블루 머린 (1976년)
- 버팔로 빌과 인디언들 (1976년)
- 해리와 월터 뉴욕에 가다 (1976년)
- 내쉬빌 (1975년)
- 캘리포니아 스플릿 (1974년)
- 보위와 키치 (1974년)
- 사탄의 여학교 (1973년)
- 퍼즈 (1972년)
- 경찰 초년병 (1972년)
- 맥케이브와 밀러 부인 (1971년)
- 운명의 맥클라우드 (1970년)
- 분노의 함성 (1970년)
- 데드 링거 (1964년)
- 키드 갈라드 (1962년)
- 폭찹 고지전투 (1959년)

### 텔레비전
- 달라스 (1978년)
- 미녀 삼총사 - TV 시리즈 (1976년)
- 원더 우먼 - TV 시리즈 (1975년)
- 여형사 페페 (1974년)
- FBI (1965년)
- 다이너스티 (1981년)
- 선셋 77번가 (1958년)